# Theodor Pieschel (Landrat)

Theodor Pieschel als Straßburger Rhenane, 1904

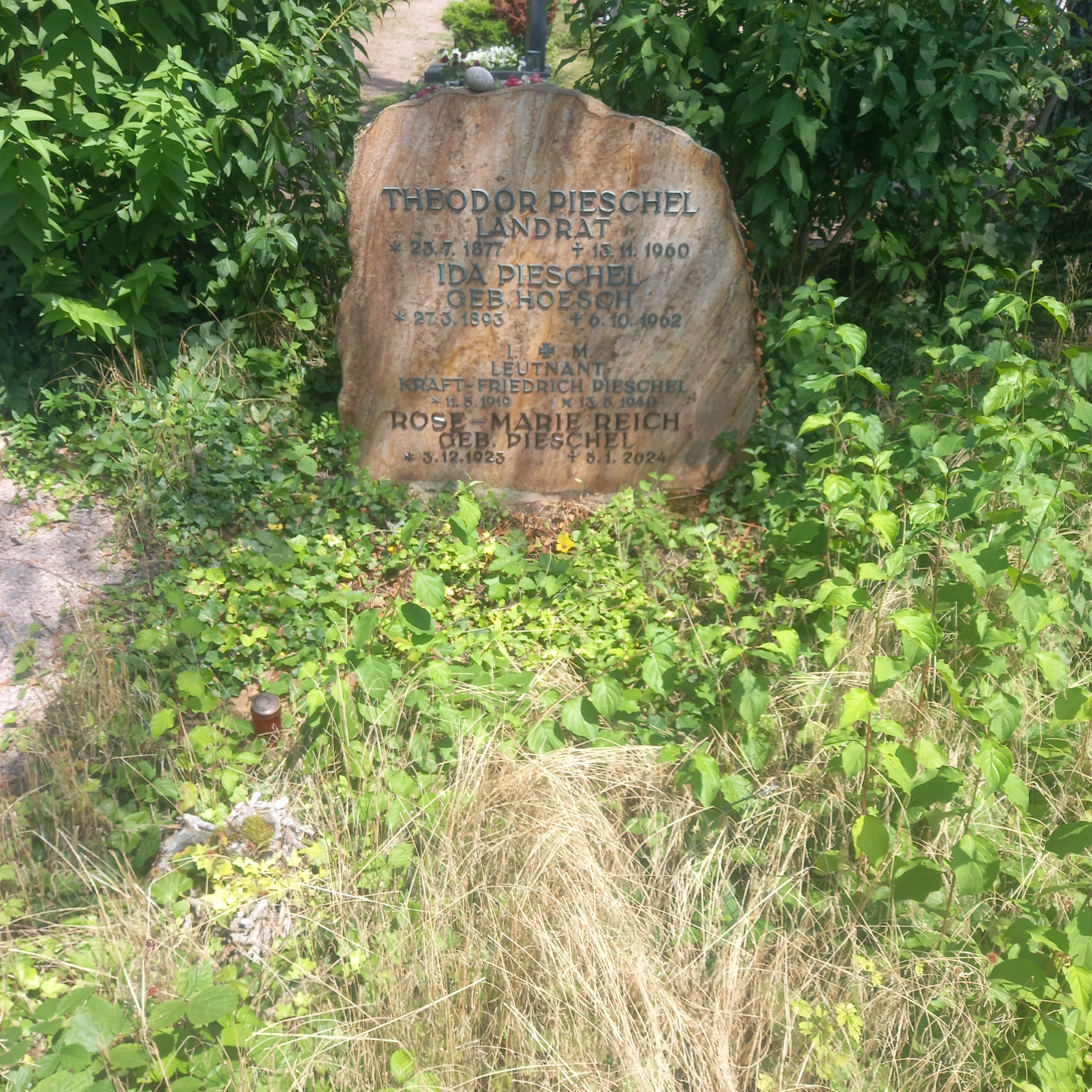
Das Grab von Theodor Pieschel und seiner Ehefrau Ida geborene Hoesch auf dem Friedhof Sonnenberg in Wiesbaden

Friedrich Julius Georg Theodor Pieschel (* 23. Juli 1877 in Eckartsberga; † 13. November 1960 in Leteln bei Minden) war ein deutscher Verwaltungsjurist und Parlamentarier.

## Leben
Theodor Pieschel war Sohn des Amtsrichters und späteren Reichstagsabgeordneten Theodor Pieschel. Er studierte Rechtswissenschaften an der Universität Straßburg und wurde dort 1900 Mitglied des Corps Rhenania Straßburg. 1904 trat er in den preußischen Staatsdienst ein und wurde 1908 Regierungsassessor und Hilfsarbeiter beim Landkreis Wittmund. Nach mehreren Versetzungen wurde er 1916 Regierungsrat und vertrat 1917 den Landrat des Kreises Schweinitz in Herzberg (Elster). 1918 wurde er zum Landrat im Kreis Lehe ernannt und hatte dieses Amt bis 1932 inne. am 1. September 1919 kam er als Nachrücker von Eduard Geiger in den Provinziallandtag der Provinz Hannover, wo er bis 1920 das Mandat wahrnahm. Nach Beschwerden von SPD und Gewerkschaften über seine Amtsführung beantragte er 1923 seine Versetzung als Landrat; dem Antrag wurde nicht entsprochen. Im Herbst 1932 wurde er dann in den einstweiligen Ruhestand versetzt. Etwa zeitgleich wurde er kommissarischer Landrat im Landkreis Neuhaldensleben. 1933 verzog er mit seiner Familie nach Wiesbaden, wo er etwa bis 1955 lebte. Er wohnte zuletzt in Siegsdorf und verstarb in Minden.